# 秦荣生
秦荣生（1962年7月—），男，江苏吴江人，中华人民共和国政治人物、审计学家。主要从事审计学、上市公司信息披露、公司治理等领域研究。曾任北京国家会计学院党委书记、院长等职。第十三、十四届全国政协委员。

## 生平
1980年考入江西财经学院工业会计专业。曾在湖北财经学院师从杨时展教授系统学习了一年审计课程。1984年至1999年在江西财经学院工作，历任会计系审计教研室副主任、主任，江西财经大学会计学院院长、校长助理、副校长等职。1994年12月毕业于中国人民大学会计系，获管理学博士学位。1999年4月调至北京，担任新成立的国家会计学院副院长。2003年7月升任党委书记。2015年5月兼任院长。2018年当选第十三届全国政协委员，2023年换届时再度当选为全国政协委员。
他也是北京理工大学兼职教授与北京信息科技大学的客座教授